# 仙台 - いわき線

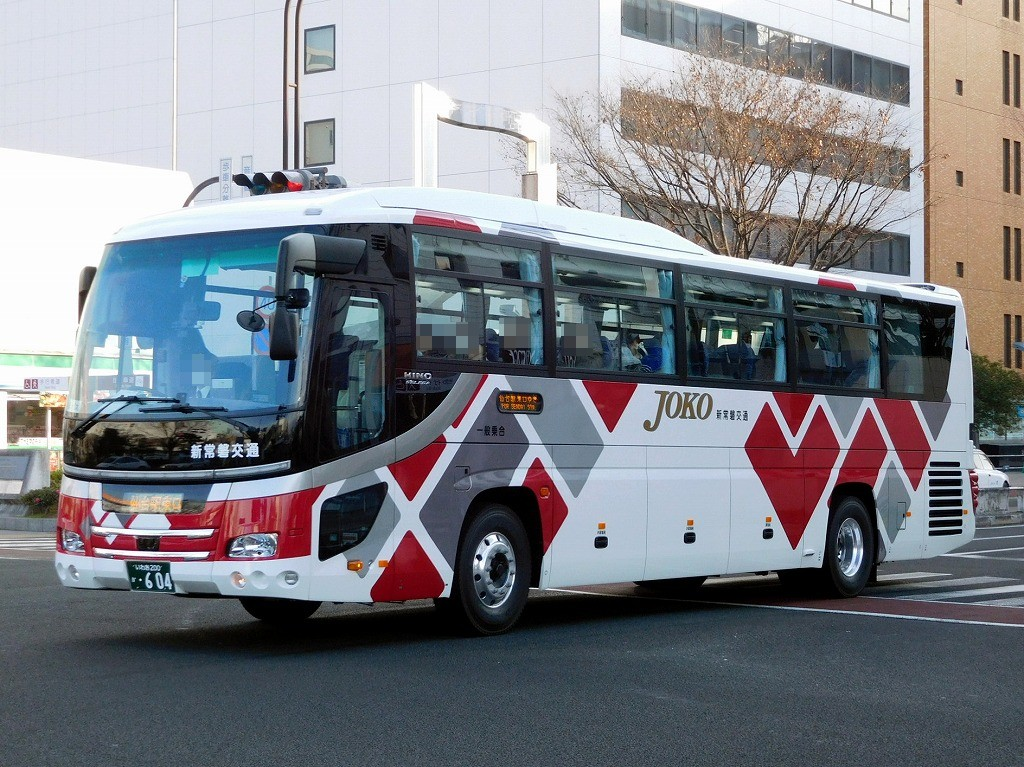
仙台 - いわき線（新常磐交通）

仙台 - いわき線（せんだい・いわきせん）は、宮城県仙台市と福島県いわき市を結ぶ高速バスである。

## 運行会社

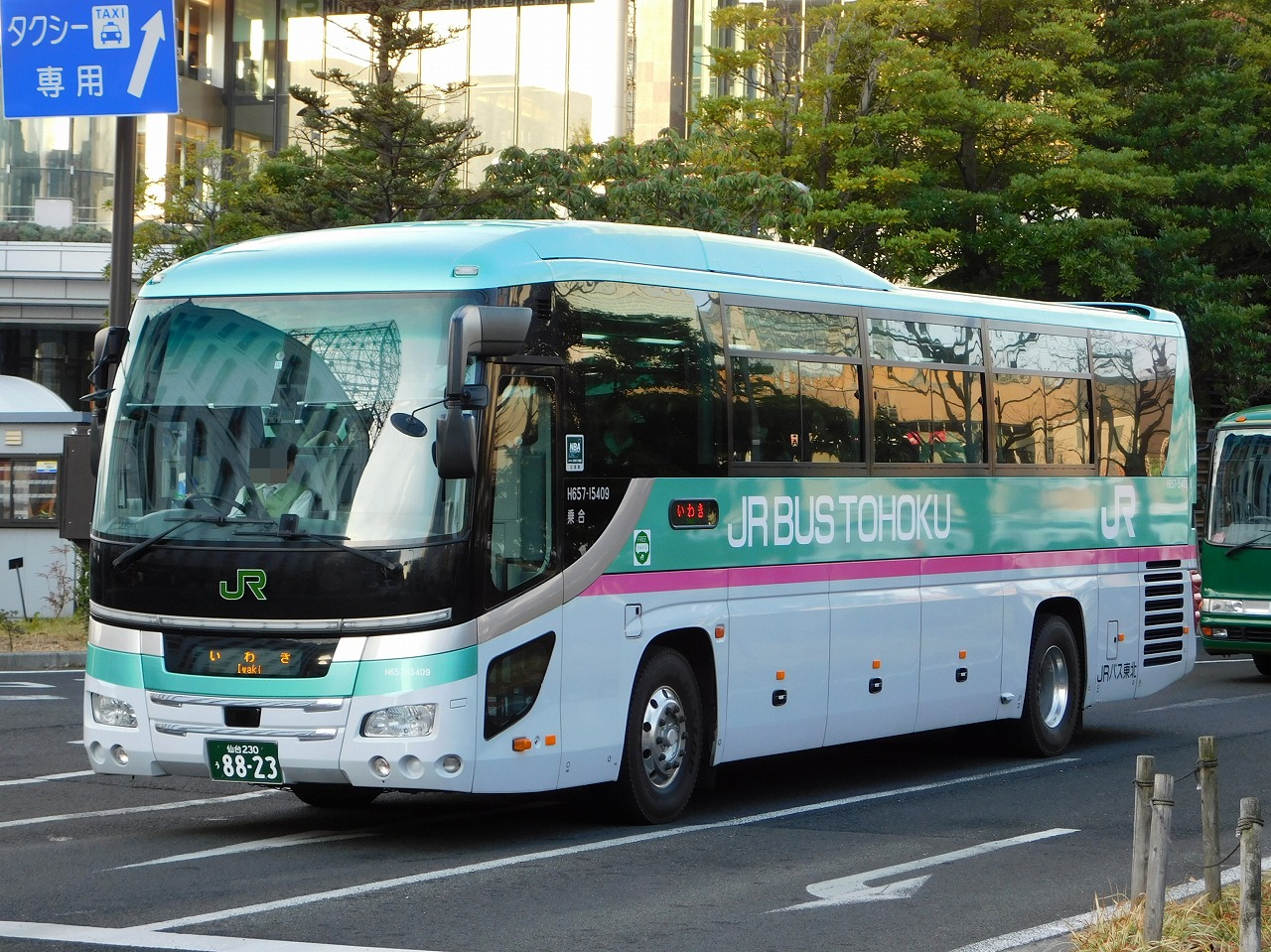
JRバス東北運行当時の車両

- 新常磐交通（いわき中央営業所）

### 過去の運行会社
- ジェイアールバス東北
  - 車両は仙台支店（仙台ナンバー）所属。
  - 乗務員も仙台支店担当。かつては一部便の乗務を青森支店も担当していた。
  - 2023年4月30日をもって運行から撤退[1]。

## 運行経路
現行路線（2022年12月1日から）
仙台駅東口（74番のりば） - 常磐富岡インター - 広野インター - Jヴィレッジ - いわき好間→いわき中央インター - いわき駅 - 上荒川 - 支所入口（※到着便のみ） - 小名浜高速バスターミナル
- いわき好間、いわき中央インターは往復ともいわき好間→いわき中央インターの順に停車する。
- 途中、南相馬鹿島SAで休憩する。
  - 2018年10月31日まで、小名浜発着便は南相馬鹿島SAのほかにならはPAでも休憩していたが、翌11月1日よりならはPAでの休憩は廃止された[2]。

### 過去の運行経路
廃止路線（2018年6月14日まで）
仙台駅東口（74番のりば） - 広瀬通一番町 - （仙台西道路） - （仙台宮城IC） - （東北自動車道） - （磐越自動車道） - 小野インター - （磐越自動車道・常磐自動車道） - いわき好間 - いわき中央インター（※到着便のみ） - 好間一小 - いわき駅 - 上荒川
- 途中、福島松川PAで10分間休憩。

休止路線（2011年3月11日まで）
仙台駅東口（42番のりば） - 電力ビル前 - （仙台西道路） - （仙台宮城IC） - （東北自動車道） - （磐越自動車道） - 小野インター - （磐越自動車道・常磐自動車道） - いわき好間 - いわき中央インター - いわき湯本インター - いわき勿来インター - 上中田 - 勿来支所 - 植田駅入口 - 金山 - 早稲田 - 泉駅前 - 泉ショッピングセンター - 宮下 - 小名浜 - アクアマリンパーク
- いわき勿来インター - アクアマリンパーク間は一部便（新常磐交通担当の3往復）のみ運行していた。

休止路線（1999年2月28日まで）
仙台駅東口 - 電力ビル前 - （仙台西道路） - （仙台宮城IC） - （東北自動車道） - （磐越自動車道） - （常磐自動車道） - いわき中央インター - いわき好間 - いわき駅前 - 中央ターミナル - 湯本駅 - ハワイアンズ

## 運行回数
- 1日4往復。

※ 座席指定制のため、乗車には事前の予約が必要。但し、当日空席がある場合に限り予約無しで乗車可。

## 運賃
2022年12月1日現在（仙台発着）
- 常磐富岡IC：大人片道2,100円、往復3,700円。
- 広野IC・Jヴィレッジ：大人片道2,300円、往復4,100円。
- いわき好間 - 上荒川間：大人片道2,900円、往復5,200円。
- 支所入口・小名浜：大人片道3,100円、往復5,600円。

## 沿革
1995年（平成7年）8月2日（水）、磐越自動車道のいわきJCT - 郡山JCT間の供用が開始されたため、宮城県仙台市と福島県いわき市との間が高速道路（東北道および常磐道）で接続された。当線はその2日後の同月4日（金） から1日2往復で運行を開始した。しかし、利用率低迷から1999年（平成11年）2月末日に運行を休止した。
10ヶ月あまりの休止を経て同年12月20日、いわき市側の発着地をいわき勿来ICに変更し、1日3往復に増便の上運行再開。2003年（平成15年）4月にはさらに1日5往復に増便された（2009年（平成21年）4月に1日4往復に減便）。
プロ野球再編問題に伴って2005年（平成17年）から東北楽天ゴールデンイーグルスがフルキャストスタジアム宮城（当時）を本拠地球場として新規参入すると、ナイター開催日に限って一部の便が同球場まで延長運行されるようになった。
2006年（平成18年）9月23日に映画『フラガール』が公開されると、映画の舞台となった「スパリゾートハワイアンズ」や「アクアマリンふくしま」（2000年開業）は人気観光施設として仙台圏でも認識されるようになり、他方、仙台では仙台・宮城DCに向けた投資が活発になって「プチ・バブル」とも呼ばれる好景気となっており、当線の休日便の利用客の増加が見られるようになった。そのため翌2007年（平成19年）2月より予約制度を導入した。
2011年（平成23年）3月11日に発生した東北地方太平洋沖地震（東日本大震災）の影響によりしばらく運休したが、同月28日には1日3往復で運行再開。4月28日には1日4往復となって震災前レベルに復旧した。東京電力・福島第一原子力発電所事故の影響で、いわき - 仙台間の常磐線が寸断され、当線が仙台市といわき市とを直接結ぶ唯一の公共交通機関となったことから、さらに増便が繰り返され、2012年（平成24年）7月からは1日8往復となった。当線の乗客数も、2010年度には3万6000人だったが、2011年度が8万3000人、2012年度が11万6000人と著増している。
2015年（平成27年）3月1日に常磐自動車道が全線開通した後も従来の磐越道・東北道経由での運行が続けられてきたが、全線開通から3年3ヶ月半後の2018年（平成30年）6月15日のダイヤ改正で常磐道経由へ変更された。ダイヤ改正では、新たに広野IC・常磐富岡ICでの乗降扱いを始めたほか、東日本大震災以来休止されていた小名浜への乗り入れが再開され、1往復がいわき市が整備した「小名浜高速バスターミナル」へ乗り入れるようになった。なお、小名浜高速バスターミナル隣接地にはダイヤ改正日と同じ6月15日に「イオンモールいわき小名浜」がオープンした。

### 年表
- 1995年（平成7年）8月4日 - 仙台 - いわき駅間1日2往復で運行開始[4]。
- 1996年（平成8年）12月1日 - 路線延長（いわき駅 - 中央ターミナル - 湯本駅 -スパリゾートハワイアンズ間）並びに増便[6]。1日3往復[6]（常交2、JR1。うちハワイアンズ乗り入れはいわき発2本、仙台発1本）となる。
- 1999年（平成11年）
  - 2月28日 - 利用率低迷から運行休止[7]。
  - 12月20日 - 発着地をいわき勿来インターに変更して運行再開。1日3往復。
- 2003年（平成15年）4月1日 - 両社1往復ずつ増便、1日5往復となる。
- 2005年（平成17年）
  - 4月1日 - プロ野球（ナイター）開催時に限り、仙台行JR便の一部をフルキャストスタジアム宮城（当時）まで延長開始。
  - 10月1日 - 小野インターバス停を新設。
- 2007年（平成19年）2月1日 - 予約制度を導入並びに運賃改定（実質200円の値上げ）。同時に往復乗車券を廃止し、「いわき - 小野 - 仙台」線専用回数券を発売。
- 2009年（平成21年）4月1日 - JRバスが1往復減便、1日4往復となる。
- 2010年（平成22年）
  - 3月25日 - 新常磐交通担当便がアクアマリンパーク発着となる。
  - 10月1日 - 上中田バス停を新設。
- 2011年（平成23年）
  - 3月11日 - 東北地方太平洋沖地震（東日本大震災）の発生に伴い運休。
  - 3月28日 - 新常磐交通が仙台駅東口 - 小野インター - いわき駅間で運行再開（1日3往復）。いわき好間 - 小名浜（アクアマリンパーク）は当面の間休止。
  - 4月28日 - 1日4往復に増便。
  - 6月20日 - JRバス東北が運行再開、1日5往復に増便。いわき側の始発・終着地が上荒川に変更（いわき駅 - 上荒川間延長）。
  - 7月30日 - 土曜・休日運行便を1往復増便。
  - 10月7日 - 毎日運行便（JRバス東北担当）を1往復増便。および金曜日のみ運行便（新常磐交通担当、1日1往復）を運行開始。
- 2012年（平成24年）
  - 5月11日 - この日の出発便より座席指定制を導入。
  - 7月1日 - 各日におけるダイヤを共通化、1日8往復に増便。
- 2014年（平成26年）
  - 4月1日 - 運賃改定[8]。
  - 10月1日 - 仙台市内の運行経路変更に伴い、電力ビル前バス停を廃止、広瀬通一番町への停車に変更[9][10]。
- 2015年（平成27年）10月1日 - 新常磐交通担当便が1往復減便、計1日7往復となる[11]。
- 2017年（平成29年）7月1日 - この日より「いわき中央インター」のりば及び第1・2駐車場が長期閉鎖となるため、旧国道49号沿いに『好間一小』停留所を新設。高速バス利用者専用駐車場は平バイパス沿いに設置。なお、いわき中央インターおりばは存続[12][13]。
- 2018年（平成30年）
  - 6月15日 - 東北自動車道 - 磐越自動車道を経由するルートから常磐自動車道を経由するルートに変更し、一部の便を小名浜まで延伸[14]。あわせて専用回数券の販売および使用を終了[15]。
  - 11月1日 - 小名浜発着便のならはPAでの休憩を廃止、所要時間を5分短縮[2]。
- 2019年（平成31年、令和元年）
  - 1月21日 - 運賃改定。全区間で（大人片道・往復とも）100円の値上げ[16]。
  - 7月21日 - 土休日運行便を1日1往復運行。小名浜発着便を1日2往復に増便（いずれも新常磐交通運行便）[17]。
  - 10月1日 - 消費税率改定に伴う運賃改定[18]。
- 2020年（令和2年）
  - 4月18日 - 新型コロナウイルスの影響により、この日より当面の間、土休日運行便1日1往復（新常磐交通便）を運休[19]。
  - 4月25日 - この日より当面の間、新たに毎日運行便1日2往復（各社1往復ずつ）を運休。小名浜乗り入れを中止[20]。
  - 7月22日 - この日より毎日運行便1日2往復（各社1往復ずつ）の運行を再開[21]。
- 2021年（令和3年）5月10日 - この日より当面の間、毎日運行便1往復（JRバス東北運行便）を運休[22]。
- 2022年（令和4年）
  - 3月1日 - この日より当面の間、毎日運行便1往復（新常磐交通運行便）を運休[23]。
  - 4月1日 - 常磐自動車道4車線化工事完了に伴い、いわき中央インターのりば（および第1・第2駐車場）の利用を再開、好間一小バス停（および第4駐車場）を廃止[24][25]。また、この日より当面の間、毎日運行便1往復（JRバス東北運行便）を運休[26]。
  - 7月19日 - この日より一部便（1往復）の運行会社をJRバス東北から新常磐交通に変更[27]。
  - 12月1日 - この日よりJヴィレッジへの乗り入れを開始。あわせて運賃を改定[3][28]。
- 2023年（令和5年）
  - 1月24日 - この日より同年3月20日まで、新型コロナウイルス感染症拡大に伴いバス運転者の確保が困難となったため、1往復を運休[29]。
  - 4月30日 - この日を以てジェイアールバス東北が運行から撤退。以降は新常磐交通の単独運行となる[1]。
  - 5月8日 - バス運転者の確保が困難なため、この日より平日の1往復が運休となる[30][31]。
  - 5月18日 - この日より同年6月30日まで、1往復が運休となる（仙台発は翌5月19日から）[32]。

## 利用状況
| 年度               | 運行日数 | 運行便数 | 年間輸送人員 | 1日平均人員 | 1便平均人員 |
| 2002（平成14）年度 | 365      | 2,207    | 36,062       | 98.8        | 16.3        |
| 2003（平成15）年度 | 366      | 3,661    | 47,205       | 129.0       | 12.9        |
| 2004（平成16）年度 | 365      | 3,637    | 49,816       | 136.5       | 13.7        |
| 2005（平成17）年度 | 365      | 3,655    | 52,593       | 144.1       | 14.4        |
| 2006（平成18）年度 | 365      | 3,663    | 53,952       | 147.8       | 14.7        |
| 2007（平成19）年度 | 366      | 3,652    | 49,374       | 134.9       | 13.5        |
| 2008（平成20）年度 | 365      |          |              |             |             |
| 2009（平成21）年度 | 365      |          |              |             |             |
| 2010（平成22）年度 | 365      |          |              |             |             |
| 2011（平成23）年度 | 366      |          |              |             |             |
| 2012（平成24）年度 | 365      |          |              |             |             |
| 2013（平成25）年度 | 365      |          |              |             |             |

## その他
- いわき側ではパークアンドライドを意識した設定となっている。そのため、いわき好間、いわき中央インター、いわき湯本インター、いわき勿来インター、アクアマリンパークには利用者用無料駐車場がある。一方で、2011年3月まで平市街地を通らなかったが、これは一度乗り入れたものの利用が思わしくないため休止となり、勿来発着で復活となった経緯がある。
- 2011年3月の東日本大震災発生以前、JRバス東北の車両はいわきで休憩する際、JR泉駅近くの新常磐交通待機所で休憩していたが、震災以降上荒川発着に変更後は新常磐交通上荒川待機所で休憩していた（同待機所には福島交通、会津バスの高速バス便も休憩で利用している）。